# هم‌جنس‌کامگی

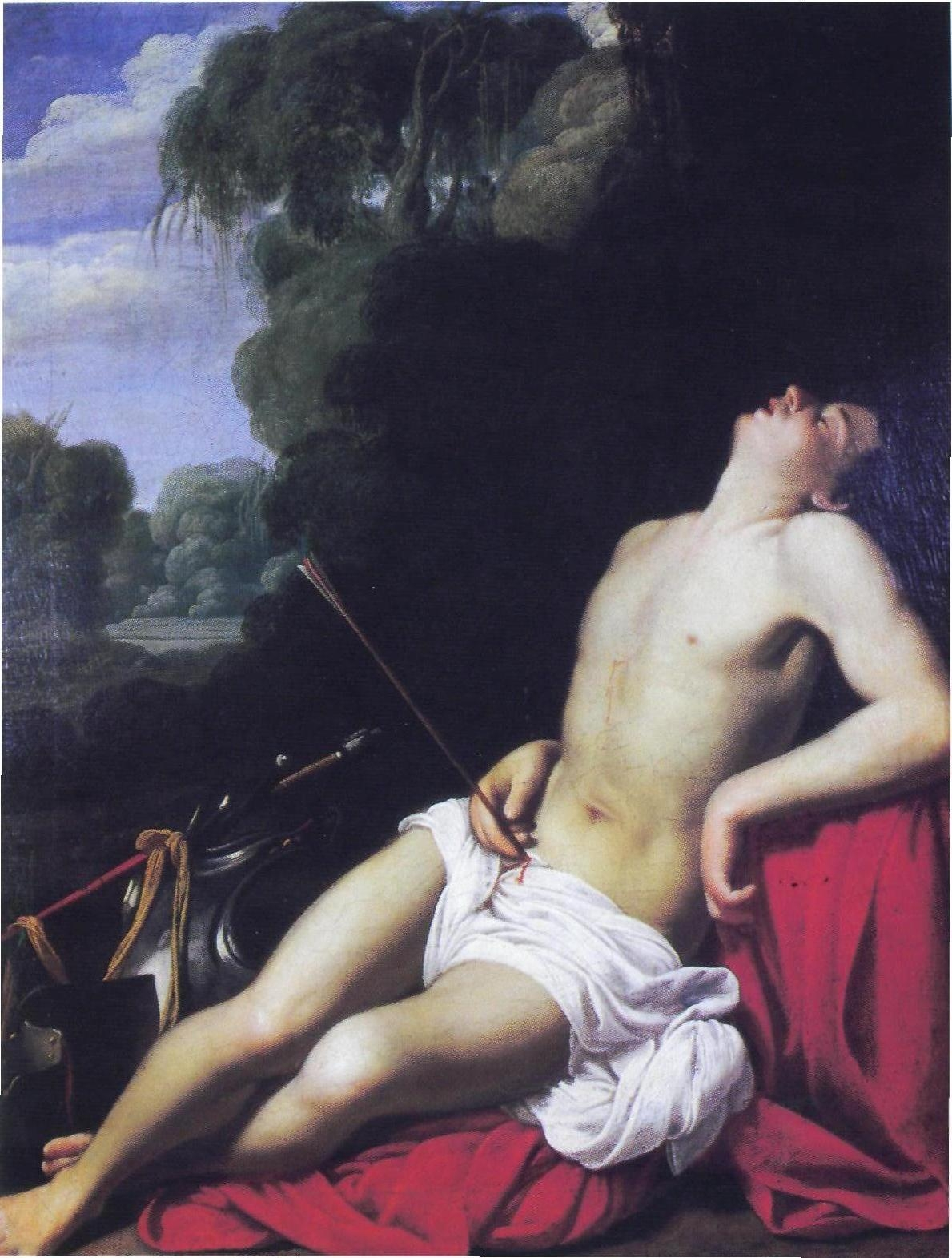
سنت سباستین اثر کارلو ساراچنی (c1610-15)، موزه قلعه، پراگ. تصویر سباستین تیرخورده، عموماً به عنوان اثری هم‌جنس‌کامانه توصیف شده‌است.

هم‌جنس‌کامگی یا هومواروتیسم، کشش و جاذبهٔ جنسی میان افراد هم‌جنس است. این مفهموم از مفهوم همجنس گرایی مجزاست؛ این مفهوم به‌طور خاص، اشاره به خود تمایل دارد، که می‌تواند موقت باشد، درحالی که همجنس گرایی، گرایش جنسی است و حالتی دائمی را بیان می‌دارد. هم‌جنس‌کامگی مفهومی قدیمی است و از طریق هنرهای تجسمی و ادبیات ترسیم و بروز داده شده‌است. آن را هم چنین می‌توان در اشکال نمایشی از جمله تئاتر یافت. هم جنس کامگی براساس فرهنگ انگلیسی آکسفورد "تمایل به متمرکز کردن احساسات عاطفی و شهوانی بر هم‌جنس یا مرتبط با انسانی هم‌جنس‌کام، تعریف می‌شود."
این مفهوم از جمله دوگانگیهای اخیر است که در گذشته به آن، به صورت مجزا نگاه نمی‌شد و از آغازین زمان‌های شعر باستان تا درام مدرن وجود داشته‌است و توسط پژوهشگران امرزوی مطالعه می‌شود. ازهمین‌رو دانشمندان تاریخچهٔ نمودهای هم‌جنس‌کام را در اسطوره‌شناسی سنتی، ادبیات رنسانس، نقاشی، کوزه‌های یونان و روم باستان مورد مطالعه قرار داده‌اند.
هر چند هم‌جنس‌کامگی می‌تواند متفاوت از هم‌جنس‌کامگی فردی باشد — یعنی مجموعه‌ای از سنت‌های هنری و نمایشی که در آن چنین احساساتی می‌تواند در فرهنگ مجسم شود و در نتیجه در جامعهٔ بزرگ‌تر گسترش یابد — برخی از نویسندگان به تأثیر تجربیات شخصی در اشعار هم‌جنس‌کام نویسندگان باستان مانند کاتولوس، تیبولوس و پروپرتیوس اشاره کرده‌اند.

## استدلال‌هایی در خصوص طبقه بندی و برچسب زدن
اصطلاح "هم‌جنس‌کام" با خود، وزن دسته‌بندی‌های مدرن در خصوص عشق و تمایل را حمل می‌کند که ممکن است این گونه دسته‌بندی‌ها و نگاه‌ها در گذشته وجود نداشته باشند. همجنس گرایی آن طور که ما امروزه آن را می‌شناسیم، در گذشته به عنوان دسته‌بندی‌ای مجزا از انسان‌ها وجود نداشت و شکل‌گیری آن به عنوان موضوعی مجزا در اواسط قرن بیستم شکل گرفت، هرچند  زودتر از آن شروع شده بود:

پژوهشگرانی مانند ایو موسوفسکی سجویک و دیوید هالپرین متاثر از میشل فوکو، استدلال کرده‌اند که گفتمان‌های عمومی دورهٔ ویکتوریایی، و به طور خاص گفتمان روان‌پزشکی و حقوقی، موجب شکل‌گیری "همجنس گرا" به عنوان دسته‌بندی دوری از افراد گردید؛ دسته‌بندی‌ای که توسط سکس‌شناس هایی مانند ریچارد فون کرافت و هاولوک الیس قوت بیشتری گرفت؛سکس شناس‌هایی که به جای ارائهٔ تصویری وجودی از موضوع، تصویری آسیب‌شناختی از همجنس گرایی ارائه کردند. یکی از نتایج این نوع گفتمان این بود که "همجنس گرا" که اغلب به عنوان یک فاسدکنندهٔ بی گناه نشان داده می‌شد که استعدادی نسبت به تباهی و شاهدبازی داشت—تجسمی ضروری برای کامش‌شناسان اواخر دورهٔ ویکتوریایی که استمرار وجود شاهدباز را در "همجنس گرا" یافتند. (کیلور، تمایلات مترشح، صفحه ۳۳))

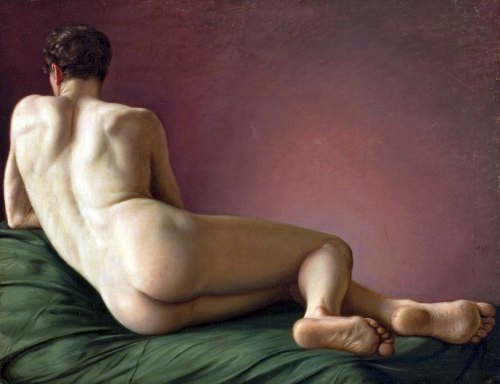
مرد برهنه لیمده, اثر الکساندر لسر (۱۸۳۷)، موزه ملی ورشو. این اثر در نمایشگاه موقت هنر هم‌جنس‌کام به نمایش درآمده بود.

با وجود دسته‌بندی‌های معاصر که دائماً در حال تغییر و تکامل هستند، افراد هم‌جنس همیشه با یکدیگر تشکیل ارتباطات نزدیک و صمیمی داده‌اند (که بسیاری از آن‌ها علاوه بر عاطفی، شهوانی نیز بوده‌اند) و که از جمله موارد جالب توجه دوستی‌های عاشقانه است. این دوستی‌های عاشقانه، که ممکن است شامل آمیزش نیز می‌شده باشند یا نه، عموماً با خصیصهٔ وابستگی عاطفی شدید شناخته می‌شدند که برای افراد امروزی ممکن است هم‌جنس‌کامانه باشند.

### روانکاوی
برای زیگموند فروید "به جای اینکه هم‌جنس‌کامگی تنها موضوعی برای اقلیتی از مردان هم‌جنس گرا باشد، قسمت مهمی از فرایند رشد و شکل‌گیری همهٔ مردان به عنوان انسان و بازیگران اجتماعی است." نقطه نظر فروید در مطالعات روانکاوی او بر خودشیفتگی و عقده ادیپ تعبیه شده‌است.

### زیبایی‌شناسی
توماس مان مقاله‌ای با عنوان "Über die Ehe" (در مورد ازدواج) در سال ۱۹۲۵ منتشر کرد که در آن می‌گوید هم‌جنس‌کامگی منظری زیبایی‌شناختی دارد در حالی که دگرجنس گرایی فاقد این گونه منظر در خود است.

## نمونه‌های شایان توجه در هنرهای تجسمی

### مرد و مرد

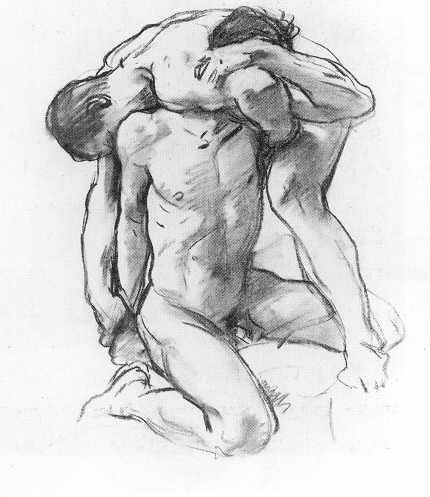
مردان برهنه در حال کشتی، اثر جان سینگر سارجنت (حدود سال ۱۸۸۰).

نمونه‌های مرد و مرد در هنرهای تجسمی زیبا، در طول تاریخ گسترده‌اند: گلدان‌های هنری یونان باستان; جام‌های شراب روم (وارن جام). تصور می‌شود که چندین هنرمند ایتالیایی دوران رنسانس همجنس گرا باشند و از همین رو هم‌جنس‌کامگی بدن مردانه در آثار لئوناردو داوینچی و میکل آنژ از سوی منتقدان هنری تشخیص داده شده‌است. تصویرگری جنسی صریحی در سبک تکلف‌گرایی و تیره‌گرایی در طی قرن‌های ۱۶ و ۱۷ نمایان می‌شود که به خصوص در آثار هنرمندانی مانند برونزینو، ساراچنی و کاراواجو مشهود است؛ کسانی که آثارشان گاهی شدیداً از سوی کلیسای کاتولیک نقد می‌شد .
بسیاری از نقاشی های تاریخی قرن نوزدهمی شخصیت های کلاسیک از جمله هیاکینتوس، گانومده و نارکیسوس نیز ظرفیت آن را دارند که همواروتیک شناخته شوند؛ کارهای هنرمندان قرن نوزدهمی (از جمله فردریک بازیل، ایپولیت فلاندرین، تئودور ژریکو، توماس ایکینز، اوژن جانسون، هنری اسکات توک، ابری بردسلی و مانیوس انکل) گرفته تا هنرمندان معاصر از جمله پل کادموس، گیلبرت و جرج، و نیز عکاسان هنرهای زیبا از جمله کارل هامر، ویلهلم فن گلودن، دیوید هاکنی، ویل مک براید، رابرت مپل‌تورپ، پیره ژیله، برنارد فوکون، آنتونی گویکولئا نیز آثاری مؤثر در این زمینه آفریدند؛ مپل تورپ و مک براید به ویژه به خاطر هنجار شکنی سانسور گالری و تقابل با چالش های قانونی شناخته می شوند. جیمز بیجوت و آرتور ترس نیز پیشگامانی بسیار مهم در دهه 1960 بودند که عکاسی همواروتیک را از گونۀ ساده خود رهانیده و به حوزه ای که به سوررئالیسم هنرهای زیبا شبیه تر بود، سوق دادند.
در آسیا، ریشه های اروتیسیسم مردانه در شونگای سنتی ژاپنی(هنر اروتیک) وجود دارد؛ این سنت بر هنرمندان معاصر ژاپنی نیز اثر نهاده است که از جمله آنان می توان به توموتسو یاتو (عکاس)، سادائو هاسه گاوا (نقاش) و گنگورو تاگامه (هنرمند مانگا) اشاره کرد.

### زن و زن

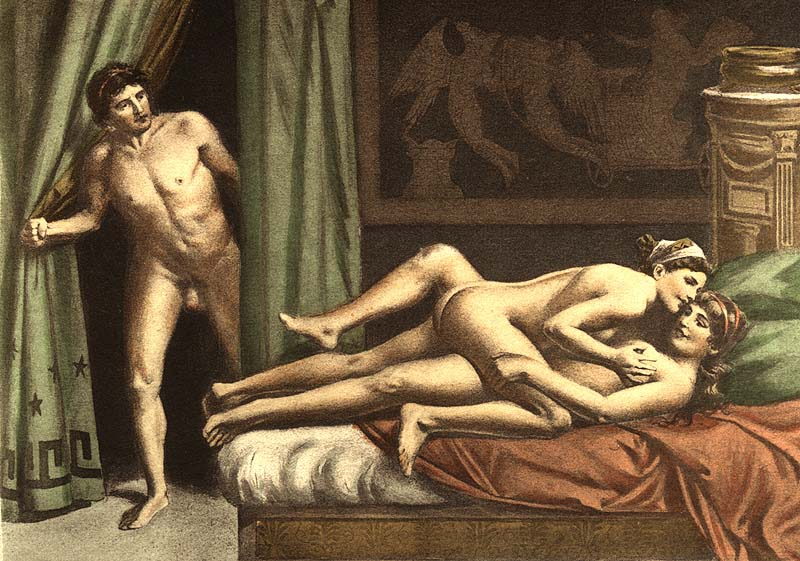
مثالی از هنر هم‌جنس‌کامانهٔ میان دو زن اثر ادوارد-آنری آوریل.

نمونه‌های زن و زن از نظر تاریخی به‌طور عمده در هنرهای شفاهی یافت می‌شوند: اشعار کهن سافو; ترانه‌های بیلی‌تیس; رمان‌هایی از نویسندگانی مانند کریستا وینسلو، کولت، رادکلیف هال و جین رول، و فیلم‌هایی مانند دختر یونیفوم‌پوش. اخیراً هم‌جنس‌کامگی زنانه راه خود را به عکاسی و نوشته‌های نویسندگانی مانند پاتریک کایفیا و جنت وینترسون باز کرده‌است.

## نمونه‌های قابل توجه در نوشتار
سنتی دیرینه از هم‌جنس‌کامگی در شعر وجود دارد.
از برجسته‌ترین نمونه ها در باختر زمین، غزل واره‌های ویلیام شکسپیر است. هرچند برخی منتقدان به انگیزه حفظ اعتبار ادبی آثار شکسپیر بر غیر اروتیک بودن سرشت آنها پافشاری دارند، آنان اختلافی در این که بیشینۀ غزل واره ها به روشنی اشعار عاشقانه مرد-مرد را نشان می دهند، ندارند. تنها شاعر دیگر دورهٔ رنسانس که اشعار هم‌جنس‌کام در آثار او مشهود است، ریچارد بارنفیلد است که امروزه به‌طور گسترده باور بر این است که اشعار او بر آثار شکسپیر اثر گذاشته‌اند.
سنت هم‌جنس‌کامگی مرد و مرد شامل اشعار از شاعرانی همچون ابونواس اهوازی، والت ویتمن، فدریکو گارسیا لورکا، ویستن هیو آودن، فرناندو پسوآ و آلن گینزبرگ می‌باشد.
در سنت زن و زن شاعران مانند سافو, "مایکل فیلد" و مورین دوفی وجود دارند. امیلی دیکنسون تعدادی از شاعران و نامه‌های خود را با مضامین هم‌جنس‌کامانه خطاب قرار داده‌است.

## در سینما
مهم‌ترین نمونه‌های سینما در این خصوص دارای ترسیمی مثبت از احساسات هم‌جنس‌کام در روابط هستند و این موضوع در فیلم‌های بلند و آثار تئاتری به کار گرفته شده‌است و تولیدکنندگان دارای گرایش به هم جنس به خوبی از آن بهره گرفته‌اند. مثال‌های موفق عبارت‌اند از: دختر یونیفورم‌پوش، آلمان (۱۹۳۱)؛ پسران چرم‌پوش، انگلستان (۱۹۶۴)؛ خیزش اسکورپیو، ایالات متحده (۱۹۶۴)؛ مرگ در ونیز، ایتالیا (1971)؛ خدمتکار مدنی برهنه، انگلستان (۱۹۷۵)؛ سباستین، انگلستان (۱۹۷۶)؛ ظالمانه!، کانادا (۱۹۷۷)؛ رختشویخانه زیبای من، انگلستان (۱۹۸۵)؛ کوهستان بروکبک، ایالات متحده (۲۰۰۵)؛ قوی سیاه، ایالات متحده (۲۰۱۰)؛ کارول، انگلستان/ایالات متحده (۲۰۱۵).
نگاه کنید به: فهرست فیلم‌های مربوط به دگرباشان جنسی.